# Gomphogyne
Gomphogyne es un género con seis especies de plantas con flores perteneciente a la familia Cucurbitaceae. 

## Especies seleccionadas
| - Gomphogyne alleizettei - Gomphogyne bonii - Gomphogyne cissiformis | - Gomphogyne delavayi - Gomphogyne heterosperma - Gomphogyne macrocarpa |

## Sinonimia
- Triceros